# 加地美知子
加地 美知子（かじ みちこ、1929年 - ）は、日本の翻訳家。
兵庫県生まれ。同志社女子専門学校（現・同志社女子大学）卒業。

## 訳書
- 『殺意のシステム』（サイモン・ブレット、早川書房） 1986年
- 『二人のサード子爵』（バーティ・デナム、早川書房） 1987年
- 『オールド・カントリーの殺人』（エリック・ライト、早川書房、ハヤカワ・ミステリ文庫） 1987年
- 『学生の死体』（J・R・ハランド、早川書房、ハヤカワ・ミステリ文庫） 1988年
- 『男らしい別れ』（ジョーン・スミス、早川書房、ハヤカワ・ミステリ文庫） 1988年
- 『交際欄の女』（エリック・ライト、早川書房、ハヤカワ・ミステリ文庫） 1989年
- 『若きローマ人の死』（ジョーン・オヘイガン、早川書房） 1990年
- 『殺人者にカーテンコールを』（サイモン・ショー、新潮社、新潮文庫） 1992年
- 『ブロンクス怒りの街』上・下（フィリップ・ローゼンバーグ、新潮社、新潮文庫） 1992年
- 『古代都市ローマの殺人』（ジョン・マドックス・ロバーツ、早川書房、ミステリアス・プレス文庫） 1994年
- 『少年と悪魔と離婚』（リチャード・フリード、文藝春秋、文春文庫） 1995年
- 『青年貴族デキウスの捜査』（ジョン・マドックス・ロバーツ、早川書房、ミステリアス・プレス文庫） 1995年
- 『猫と暮らしたプロヴァンス』（ピーター・ゲザース、二見書房） 1995年
- 『スモールgの夜』（パトリシア・ハイスミス、扶桑社） 1996年
- 『五番目の秘密』（ジョアンナ・ハインズ、扶桑社） 1997年
- 『少女が消えた小道』（ジェイン・アダムズ、早川書房） 1997年
- 『断罪』（ロバート・K・タネンボーム、講談社、講談社文庫） 1999年
- 『サンセット・ブルヴァード殺人事件』（グロリア・ホワイト、講談社、講談社文庫） 2002年
- 『姿なき殺人』（ギリアン・リンスコット、講談社、講談社文庫） 2003年

### ロバート・ゴダード作品
- 『リオノーラの肖像』（ロバート・ゴダード、文藝春秋、文春文庫） 1993年
- 『蒼穹のかなたへ』上・下（ロバート・ゴダード、文藝春秋、文春文庫） 1997年
- 『闇に浮かぶ絵』上・下（ロバート・ゴダード、文藝春秋、文春文庫） 1998年
- 『一瞬の光のなかで』（ロバート・ゴダード、扶桑社） 2000年
- 『今ふたたびの海』上・下（ロバート・ゴダード、講談社、講談社文庫） 2002年
- 『秘められた伝言』上・下（ロバート・ゴダード、講談社、講談社文庫） 2003年
- 『悠久の窓』上・下（ロバート・ゴダード、講談社、講談社文庫） 2005年
- 『最期の喝采』（ロバート・ゴダード、講談社、講談社文庫） 2006年
- 『眩惑されて』上・下（ロバート・ゴダード、講談社、講談社文庫） 2007年